# 2043
- Wikisource

| Calendário gregoriano                                                        | 2043 MMXLIII                         |
| Ab urbe condita                                                              | 2796                                 |
| Calendário arménio                                                           | 1493 – 1494                          |
| Calendário bahá'í                                                            | 199 – 200                            |
| Calendário budista                                                           | 2587                                 |
| Calendário chinês                                                            | 4739 – 4740 Início a 10 de fevereiro |
| Calendário copta                                                             | 1759 – 1760                          |
| Calendário etíope                                                            | 2035 – 2036                          |
| Calendários hindus - Vikram Samvat - Calendário nacional indiano - Cáli Iuga | 2098 – 2099 1964 – 1965 5143 – 5144  |
| Calendário Holoceno                                                          | 12043                                |
| Calendário islâmico                                                          | 1465 – 1466                          |
| Calendário judaico                                                           | 5803 – 5804                          |
| Calendário persa                                                             | 1421 – 1422 Início a 21 de março     |
| Calendário rúnico                                                            | 2293                                 |
| Calendário solar tailandês                                                   | 2586                                 |

2043 (MMXLIII, na numeração romana) será um ano comum do século XXI que começará numa quinta-feira, segundo o calendário gregoriano. A sua letra dominical será D. A terça-feira de Carnaval ocorrerá a 10 de fevereiro e o domingo de Páscoa a 29 de março. Segundo o horóscopo chinês, será o ano do Porco, começando a 10 de fevereiro.

| Evento                                                   | Data            | Hora  |
| -------------------------------------------------------- | --------------- | ----- |
| Aquário                                                  | 20 de janeiro   | 04:41 |
| Peixes                                                   | 18 de fevereiro | 18:42 |
| primavera no hemisfério norte e outono no hemisfério sul |                 |       |
| Carneiro/equinócio                                       | 20 de março     | 17:28 |
| Touro                                                    | 20 de abril     | 04:14 |
| Gémeos                                                   | 21 de maio      | 03:09 |
| verão no hemisfério norte e inverno no hemisfério Sul    |                 |       |
| Caranguejo/solstício                                     | 21 de junho     | 10:58 |
| Leão                                                     | 22 de julho     | 21:53 |
| Virgem                                                   | 23 de agosto    | 05:10 |
| Outono no Hemisfério Norte e Primavera no Hemisfério Sul |                 |       |
| Balança/equinócio                                        | 23 de setembro  | 03:07 |
| Escorpião                                                | 23 de outubro   | 12:47 |
| Sagitário                                                | 22 de novembro  | 10:35 |
| inverno no hemisfério norte e verão no hemisfério sul    |                 |       |
| Capricórnio/solstício                                    | 22 de dezembro  | 00:01 |

| UTC: Portugal Continental, Madeira, Guiné-Bissau e São Tomé e Príncipe Subtrair (-): 1 h nos Açores e Cabo Verde 2 h nas Ilhas oceânicas brasileiras 3 h em Brasília, em Goiás, na Amazônia Oriental Brasileira e no nordeste, sudeste e sul brasileiros 4 h na Amazônia Ocidental Brasileira, Mato Grosso e Mato Grosso do Sul 5 h no Acre e sudoeste do Amazonas Adicionar (+): 1 h em Angola e Guiné Equatorial 2 h em Moçambique 8 h em Macau 9 h em Timor-Leste. |
| Adicionar uma hora durante a vigência do horário de verão: Portugal Continental : De 29 de março a 25 de outubro de 2043 |

| Ano completo                        |
| ----------------------------------- |
| Ano comum com início à quinta-feira |

## Eventos esperados e previstos
- Ano do Porco, segundo o Horóscopo chinês.
- Soltura de Gilberto Rodríguez Orejuela e Miguel Rodríguez Orejuela da Instituição Correcional Federal (FCI Butner Medium II), em Butner, Carolina do Norte, uma prisão de segurança média.

### Datas desconhecidas
- Realização da Copa do Mundo de Futebol Feminino de 2043.

## Epacta e idade da Lua
| Epacta gregoriana | 19 (XIX) |
| Idade da Lua      | Letra s  |